# National League North 2023-2024
La National League North 2023-2024 è stata la 19ª edizione della seconda serie della National League. Rappresenta, insiema alla National League South, il sesto livello del calcio inglese ed il secondo del sistema "non-league". 

## Squadre partecipanti
| Squadra              | Città              | Stagione precedente                                                     |
| -------------------- | ------------------ | ----------------------------------------------------------------------- |
| Alfreton Town        | Alfreton           | 5º posto in National League North                                       |
| Banbury United       | Banbury            | 17º posto in National League North                                      |
| Bishop's Stortford   | Bishop's Stortford | 1º posto in Isthmian League Premier Division, promosso                  |
| Blyth Spartans       | Blyth              | 19º posto in National League North                                      |
| Boston United        | Boston             | 15º posto in National League North                                      |
| Brackley Town        | Brackley           | 4º posto in National League North                                       |
| Buxton               | Buxton             | 11º posto in National League North                                      |
| Chester              | Chester            | 3º posto in National League North                                       |
| Chorley              | Chorley            | 12º posto in National League North                                      |
| Curzon Ashton        | Ashton-under-Lyne  | 13º posto in National League North                                      |
| Darlington           | Darlington         | 10º posto in National League North                                      |
| Farsley Celtic       | Farsley            | 20º posto in National League North                                      |
| Gloucester City      | Gloucester         | 7º posto in National League North                                       |
| Hereford             | Hereford           | 16º posto in National League North                                      |
| King's Lynn Town     | King's Lynn        | 2º posto in National League North                                       |
| Peterborough Sports  | Peterborough       | 14º posto in National League North                                      |
| Rushall Olympic      | Walsall (Rushall)  | 5º posto in Southern Football League Premier Division Central, promosso |
| Scarborough Athletic | Scarborough        | 8º posto in National League North                                       |
| Scunthorpe United    | Scunthorpe         | 23º posto in National League, retrocesso                                |
| Southport            | Southport          | 18º posto in National League North                                      |
| South Shields        | South Shields      | 1º posto in Northern Premier League Premier Division, promosso          |
| Spennymoor Town      | Spennymoor         | 9º posto in National League North                                       |
| Tanworth             | Tanworth           | 1º posto in Southern Football League Premier Division Central, promosso |
| Warrington Town      | Warrington         | 2º posto in Northern Premier League Premier Division, promosso          |

## Classifica finale
|  | Pos. | Squadra             | Pt | G  | V  | N  | P  | GF | GS  | DR  |
|  | ---- | ------------------- | -- | -- | -- | -- | -- | -- | --- | --- |
|  | 1.   | Tamworth            | 96 | 46 | 29 | 9  | 8  | 74 | 29  | +45 |
|  | 2.   | Scunthorpe Utd      | 88 | 46 | 26 | 10 | 10 | 84 | 38  | +46 |
|  | 3.   | Brackley Town       | 85 | 46 | 25 | 10 | 11 | 65 | 37  | +28 |
|  | 4.   | Chorley             | 83 | 46 | 25 | 8  | 13 | 81 | 50  | +31 |
|  | 5.   | Alfreton Town       | 80 | 46 | 23 | 11 | 12 | 76 | 50  | +26 |
|  | 6.   | Boston Utd          | 75 | 46 | 21 | 12 | 13 | 68 | 46  | +22 |
|  | 7.   | Curzon Ashton       | 75 | 46 | 21 | 12 | 13 | 62 | 49  | +13 |
|  | 8.   | South Shields       | 74 | 46 | 22 | 8  | 16 | 79 | 53  | +26 |
|  | 9.   | Spennymoor Town     | 74 | 46 | 22 | 8  | 16 | 74 | 62  | +12 |
|  | 10.  | Chester             | 69 | 46 | 18 | 15 | 13 | 58 | 37  | +21 |
|  | 11.  | Hereford            | 69 | 46 | 20 | 9  | 17 | 62 | 66  | -4  |
|  | 12.  | Warrington Town     | 64 | 46 | 17 | 13 | 16 | 64 | 60  | +4  |
|  | 13.  | Scarborough Athl.   | 64 | 46 | 18 | 10 | 18 | 53 | 55  | -2  |
|  | 14.  | Buxton              | 62 | 46 | 17 | 11 | 18 | 70 | 63  | +7  |
|  | 15.  | Peterborough Sports | 58 | 46 | 16 | 10 | 20 | 55 | 65  | -10 |
|  | 16.  | Darlington          | 56 | 46 | 16 | 8  | 22 | 52 | 72  | -20 |
|  | 17.  | Southport           | 56 | 46 | 16 | 8  | 22 | 54 | 75  | -21 |
|  | 18.  | King's Lynn Town    | 55 | 46 | 13 | 16 | 17 | 54 | 66  | -12 |
|  | 19.  | Rushall Olympic     | 54 | 46 | 15 | 9  | 22 | 61 | 73  | -12 |
|  | 20.  | Farsley Celtic      | 53 | 46 | 13 | 14 | 19 | 40 | 59  | -19 |
|  | 21.  | Blyth Spartans      | 50 | 46 | 13 | 11 | 22 | 66 | 82  | -16 |
|  | 22.  | Banbury Utd         | 38 | 46 | 10 | 8  | 28 | 38 | 86  | -48 |
|  | 23.  | Gloucester City     | 36 | 46 | 9  | 9  | 28 | 49 | 89  | -40 |
|  | 24.  | Bishop's Stortford  | 21 | 46 | 6  | 3  | 37 | 35 | 112 | -77 |

Legenda:
      Promosso in National League 2024-2025.
  Ammesso ai play-off.
      Retrocesso in Northern Premier League/Southern Football League 2024-2025.
Regolamento:
Tre punti a vittoria, uno a pareggio, zero a sconfitta.
In caso di arrivo di due o più squadre a pari punti, la graduatoria viene stilata secondo i seguenti criteri:
- differenza reti
- maggior numero di gol segnati

## Spareggi

### Play-off

#### Tabellone
|  | Quarti di finale | Quarti di finale | Quarti di finale |  |  | Semifinali | Semifinali     | Semifinali     | Semifinali    |   |  | Finale | Finale     | Finale |  |
|  |                  |                  |                  |  |  |            |                |                |               |   |  |        |            |        |  |
|  | 5                | Alfreton Town    | 0 (4)            |  |  |            |                |                |               |   |  |        |            |        |  |
|  | 6                | Boston Utd       | 0 (5)            |  |  | 2          | Scunthorpe Utd | Scunthorpe Utd | 0 (4)         |   |  |        |            |        |  |
|  |                  |                  |                  |  |  | 6          | Boston Utd     | Boston Utd     | 0 (5)         |   |  |        |            |        |  |
|  |                  |                  |                  |  |  |            |                |                |               |   |  | 6      | Boston Utd | 2      |  |
|  | 4                | Chorley          | 0 (4)            |  |  |            |                | 4              | Brackley Town | 1 |  |        |            |        |  |
|  | 7                | Curzon Ashton    | 0 (2)            |  |  | 3          | Brackley Town  | Brackley Town  | 1             |   |  |        |            |        |  |
|  |                  |                  |                  |  |  | 4          | Chorley        | Chorley        | 0             |   |  |        |            |        |  |